# 黃智勇
黃智勇（英語：Ng Tze Yong，2000年5月16日—），馬來西亞男子羽毛球運動員。

## 簡歷

### 早年
黃智勇出生於柔佛並在四歲時在父親的影響下開始接觸羽毛球，在12歲時加入武吉加里爾體育學校。

### 2019年－2021年：國際賽首冠、首戰蘇盃
2019年9月，黃智勇出戰南澳洲羽毛球國際賽，在决赛对战韩国的李炫一，在首局當中以25-23拿下，並在次局5-1領先時因對手李炫一棄權而奪下南澳洲羽毛球國際賽男单冠军和首座國際賽冠軍。
2020年2月，黃智勇跟隨馬來西亞國家羽毛球隊一同參加在菲律賓馬尼拉舉辦的亞洲羽毛球團體錦標賽，當時作為新人的黃智勇未能在場上發揮，不過他依然與大隊奪下了亞軍。隨後因2019年冠狀病毒病肆虐導致眾多比賽取消，讓黃智勇在這之後便再無參加任何比賽。
2021年3月，黃智勇出戰波蘭羽毛球公開賽，並在男單決賽中以2比0（21比19、21比11）擊敗來自西班牙的2號種子選手巴勃羅·阿維安，奪下他第二座國際賽冠軍。5月，因相繼有運動員退賽，黃智勇得以參加首個超級300賽級別的西班牙大師賽。最終，黃智勇在次圈以直落兩局不敵二號種子、法國的小托馬·波波夫。2021年9月，黃智勇將跟隨國家隊一起征戰蘇迪曼盃為首的三個月征途。黃智勇在該屆蘇迪曼盃中僅在小組賽對壘埃及中出戰一次，他以2比0拿下對手。馬來西亞以小組賽第二晉級八強，並在八強賽中以3比2擊敗羽球強國印尼。但在準決賽中則以1比3不敵日本，馬來西亞時隔12年後再次奪下蘇迪曼盃的季軍。
蘇迪曼盃之後，黃智勇再跟隨國家隊轉戰在丹麥舉辦的湯姆斯盃，黃智勇在該賽事中出戰兩次。分別為小組賽和八強賽，小組賽上他以直落兩局拿下加拿大的班加罗尔·拉詹纳·桑吉尔斯而在八強賽上則以1比2遭到印尼的喬納坦·克里斯蒂逆轉。最終，馬來西亞以0比3不敵印尼，止步於八強。隨後，黃智勇在歐洲羽聯巡迴賽連續出戰五場賽事，黃智勇在愛爾蘭公開賽止步八強。並在比利時國際賽和蘇格蘭公開賽成功登頂以及在捷克公開賽上拿下亞軍。在最後一場的威爾士國際賽的首圈當中因受傷而被迫退賽結束了2021年的賽季。

### 2022年：印度公開賽四強、英運會銀牌、首戰世錦賽
2022年1月，黃智勇首個賽事是超級500級別的印度公開賽。他從首圈至八強皆以三局戰勝對手闖進準決賽，並在準決賽中同樣以三局（21比19、16比21、12比21）遭到東道主選手拉克什亞·森的逆轉，止步四強。隨後一星期的賽義德·莫迪國際賽，黃智勇因身體不適而選擇退賽。2月，黃智勇跟隨國家隊出戰在馬來西亞雪蘭莪莎阿南舉辦的亞洲羽毛球團體錦標賽，黃智勇作為二號男單出場三次皆獲得勝利。他的對手分別是在小組賽對壘新加坡的鄭加恆、準決賽中韓國的金竹萬和決賽中印尼的伊赫桑·利奥纳多·伊曼努埃尔·伦贝伊。最終，馬來西亞以3比0擊敗衛冕冠軍印尼，首度奪下冠軍。
2022年3月至4月起，黃智勇共參加了瑞士公開賽、韓國公開賽以及亞洲錦標賽，三場賽事皆在準決賽前止步。之後，黃智勇跟隨國家隊參加了在泰國曼谷舉辦的湯姆斯盃。馬來西亞在八強賽中對壘印度，雙方在各獲得1分時，黃智勇以第二男單對壘斯里坎特·基达姆比，對手延續在亞錦賽的氣勢以兩局結束比賽。最終，馬來西亞以2比3不敵印度，卻步八強。湯姆斯盃一役之後，黃智勇隨之出戰泰國公開賽，但在首圈便以1比2不敵中華台北的王子維。6月至7月，黃智勇再連續出征馬來西亞公開賽、馬來西亞大師賽和新加坡公開賽。但成績皆不理想，僅在新加坡公開賽上闖進八強。
2022年8月，由於馬來西亞時任頭號男單李梓嘉以專注備戰將在日本東京舉辦的世界羽毛球錦標賽為由而選擇棄戰在英格蘭伯明翰舉行的英聯邦運動會，黃智勇作為替補得以出戰混合團體和男子單打兩項項目。在混合團體賽上，黃智勇在小組賽上先後擊敗了尚比亞的琼戈·埃兹拉·穆伦加、牙買加的塞缪尔·奥布莱恩·里基茨和南非的Caden Kakora，以小組賽正盟闖進八強賽。八強賽上，黃智勇對壘的是斯里蘭卡的尼卢卡·卡鲁纳拉特纳，黃智勇以直落兩局擊退對手；馬來西亞也以3比0闖進準決賽。準決賽上，黃智勇同樣以兩局（21比13、21比14）拿下英格蘭的托比·潘迪；馬來西亞隊則以3比0再度闖進決賽並將面對衛冕冠軍印度。決賽上，馬來西亞與印度在各拿下1分的情況下，黃智勇作為第三項的男單對壘的是曾在湯姆斯盃上不敵的斯里坎特·基达姆比。這次黃智勇力拒吞敗一幕重演，以2比1成功拿下對手；馬來西亞也以3比1的成績第四度在英聯邦運動會奪下金牌。在個人賽中，黃智勇以五號種子的身份出戰並順利從首圈闖進半準決賽並將面對的是頭號種子、2021年世錦賽男單冠軍駱建佑。黃智勇在這次對決中先衰後盛，以2比1（15比21、21比14、21比11）逆轉對手打進半決賽。半決賽上，黃智勇再次與斯里坎特·基达姆比狹路相逢，黃智勇延續上一次的勝利再度以2比1戰勝對手，寫下對戰的兩連勝。黃智勇在決賽的對手是世界排名第10、同樣來自印度的新星拉克什亞·森，黃智勇在首局中以21比19險勝；次局則被拉克什亞·森以大比分（21比9）扳回一城，決勝局雙方比分膠著。最終，拉克什亞·森以21比16實現逆轉，黃智勇以銀牌結束本次征途。
英運會之後，黃智勇接著首次出戰在日本東京舉辦的世界羽毛球錦標賽的男子單打項目，他在首圈對壘的是在大馬大師賽拿下冠軍的奇科·奥拉·德维·瓦多约，他以直落兩局（21比16、21比10）拿下比賽。次圈，黃智勇的對手是泰國的西蒂空·塔馬辛，對手以2比1戰勝黃智勇，首戰世錦賽僅滿足於32強。世錦賽結束後，黃智勇將代表柔佛出征馬來西亞本地賽事馬來西亞運動會的男子單打項目，他順利殺進決賽並以2比1戰勝代表聯邦直轄區的梁峻豪，為柔佛貢獻了一枚金牌。10月，大馬羽總的單打總監黃綜翰表示由於黃智勇難以獲得丹麥公開賽的參加資格而決定讓黃智勇轉戰在印尼瑪琅的超級100賽，但最後黃智勇在該賽事的八強賽中不敵隊友詹俊為而告終。11月，黃智勇分別再參加了海洛公開賽以及澳洲公開賽，兩場賽事分別在首圈和準決賽中皆不敵中國的李詩灃和陸光祖。12月，黃智勇在本年最後一場賽事為較低級別的巴林羽毛球國際挑戰賽，他以頭號種子的身份一路殺進決賽並以2比1戰勝台灣新秀郭冠麟，成功奪得該賽季的首冠。

### 2023年：出征全英賽
2023開年，黃智勇在連續四站超級系列賽中皆無法闖進四強。僅在泰國大師賽上晉級八強。3月，黃智勇首次出戰全英公開賽，他先在首圈中以兩局拿下印尼的谢萨·希伦·雷斯塔维托。次圈，黃智勇將對壘的是新科奧運冠軍、時任世界排名第一的安賽龍。雙方首次交手，黃智勇便以2比1（21比15、9比21、23比21）成功挑落奧運冠軍。但在八強賽上，黃智勇則以兩局11比21不敵李詩灃，第五站無緣四強。雖然無緣準決賽，黃智勇還是表示經歷本次賽事已收穫良多。黃智勇隨後參加了瑞士公開賽，並在半準決賽與周天成的第二局比賽中0比2落後時，黃智勇因大腿受傷而選擇退賽。
2023年4月，黃智勇出戰在阿联酋杜拜舉辦的亞洲錦標賽，他在第一輪比賽便以兩局（17比21、18比21）不敵香港的李卓耀，止步首圈。

## 主要比賽成績
只列出曾進入準決賽的國際賽事成績：
| 年份   | 賽事                   | 公開賽級別 | 項目     | 拍檔   | 成績   |
| ------ | ---------------------- | ---------- | -------- | ------ | ------ |
| 2017年 | 亞洲青年羽毛球錦標賽   | 其他       | 混合團體 | －     | 季軍   |
| 2017年 | 亞洲青年羽毛球錦標賽   | 其他       | 男子雙打 | 謝煒傑 | 季軍   |
| 2017年 | 世界青年羽毛球錦標賽   | 其他       | 混合團體 | －     | 亞軍   |
| 2019年 | 南澳洲羽毛球國際賽     | 國際挑戰賽 | 男子單打 | －     | 冠軍   |
| 2019年 | 印尼羽毛球國際挑戰賽   | 國際挑戰賽 | 男子單打 | －     | 準決賽 |
| 2020年 | 亞洲羽毛球團體錦標賽   | 其他       | 男子團體 | －     | 亞軍   |
| 2021年 | 波蘭羽毛球公開賽       | 國際挑戰賽 | 男子單打 | －     | 冠軍   |
| 2021年 | 蘇迪曼盃               | 其他       | 混合團體 | －     | 季軍   |
| 2021年 | 捷克羽毛球公開賽       | 國際系列賽 | 男子單打 | －     | 亞軍   |
| 2021年 | 比利時羽毛球國際賽     | 國際挑戰賽 | 男子單打 | －     | 冠軍   |
| 2021年 | 蘇格蘭羽毛球公開賽     | 國際挑戰賽 | 男子單打 | －     | 冠軍   |
| 2022年 | 印度羽毛球公開賽       | 超級500賽  | 男子單打 | －     | 準決賽 |
| 2022年 | 亞洲羽毛球團體錦標賽   | 其他       | 男子團體 | －     | 冠軍   |
| 2022年 | 英聯邦運動會羽毛球比賽 | 其他       | 混合團體 | －     | 金牌   |
| 2022年 | 英聯邦運動會羽毛球比賽 | 其他       | 男子單打 | －     | 銀牌   |
| 2022年 | 澳洲羽毛球公開賽       | 超級300賽  | 男子單打 | －     | 準決賽 |
| 2022年 | 巴林羽毛球國際挑戰賽   | 國際挑戰賽 | 男子單打 | －     | 冠軍   |
| 2023年 | 蘇迪曼盃               | 其他       | 混合團體 | －     | 季軍   |
| 2023年 | 香港羽毛球公開賽       | 超級500賽  | 男子單打 | －     | 準決賽 |
| 2023年 | 北極羽毛球公開賽       | 超級500賽  | 男子單打 | －     | 亞軍   |
| 2023年 | 法國羽毛球公開賽       | 超級750賽  | 男子單打 | －     | 準決賽 |
| 2024年 | 亞洲羽毛球團體錦標賽   | 其他       | 男子團體 | －     | 亞軍   |

| 2007-2017年 | 首要超級賽 | 超級賽 | 黃金大獎賽 | 大獎賽 | 國際挑戰賽 | 國際系列賽 | 未來系列賽 | 其他 |

| 2018-2026年 | 總決賽 | 超級1000賽 | 超級750賽 | 超級500賽 | 超級300賽 | 超級100賽 | 國際挑戰賽 | 國際系列賽 | 未來系列賽 | 其他 |

### 奧運會和世錦賽參賽紀錄
|          | 2022 | 2023 |
| -------- | ---- | ---- |
| 男子單打 | 32強 | 32強 |